# Terrasound Records
Terrasound Records ist ein Musiklabel, Musikverlag und Musikmanagement-Unternehmen aus Österreich. Zu den Aufgabengebieten von Terrasound gehören neben den Produktionen von CDs, auch die Promotion, Vermarktung und die Organisation von Konzerten. Das Label ist in Wien ansässig.
Für Live-Auftritte vermittelt Terrasound Records auch Techniker. Das Label arbeitet mit professionellen Aufnahmestudios, darunter mit den Hinterhof Studios zusammen. Terrasound arbeitet mt dem Vertrieb Hoanzl zusammen, der die Produktionen in Österreich vertreibt.
Terrasound Records ist zudem Organisator des jährlich in der Szene Wien stattfindenden „Terrasound Festivals“.

## Bands
- Bled Dry
- Brownfish
- Cemetery Garden
- Chaos Beyond
- Days of Loss
- Deathtale
- Devilate
- Empatic
- Epik
- Four in a Cage
- Harmanic
- Impossible to Choose
- Legion of Bokor
- Maniac Saint
- Obsidian Chamber
- One Way
- Privilege of Approval
- Suzie Cries for Help
- Sympathy for Nothing
- Trashcanned